# تشارلز دوريا
تشارلز دوريا (بالإنجليزية: Charles Duryea) هو أحد الرواد في إنتاج أولى السيارات التي ظهرت في الولايات المتحدة في العقد الأول من القرن العشرين. ولد في 15 ديسمبر 1861 في كانتون في الولايات المتحدة، وتوفي في 28 سبتمبر 1938 في فيلادلفيا في الولايات المتحدة.

## سيرة ذاتية
ولد تشارلز إدجار دوريا في الخامس عشر من ديسمبر 1861 بالقرب من مدينة كانتون في ولاية إلينوي. كان والداه جورج واشنطن دوريا ولويزا ميلفينا ترنر. في سنّ الشباب، كان تشارلز وشقيقه جاي فرانك دوريا يقومان بتصنيع الدراجات في واشنطن العاصمة. وفي الحادي والعشرين من سبتمبر 1893، اختبر الأخوان لأول مرة عربة خشبية تعمل بالجازولين وذلك على طريق مزرعة في شيكوبي، ماساتشوستس حيث استخدما محرك قد اشتروه مسبقًا بسبعين دولار وحولوه إلى محرك 1 سلندر بقوة أربع أحصنة. وقاما بمحاولة ثانية بعد أقل من شهرين بالقرب من المرأب الخاص بهما في سبرينفيلد، وشهد هذا الاختبار اهتمامًا أكبر حيث أشادت صحيفة «ذا ريبابليكان» المحليّة بالتجربة وقتذاك. وفيما بعد، وبسبب الأهمية الرمزية لهذه المركبة، فقد بقيت محفوظة حتى سنة 1920 عندما قام أحد المهندسين السابقين في شركة دوريا للسيارات بصيانة أجزاء منها لتعرض في المتحف القومي للولايات المتحدة (حاليًا مؤسسة سميثسونيان).
في 28 نوفمبر 1895، شارك شقيقه فرانك في أول سباق سيارات في الولايات المتحدة، حيث قاد أول سيارة أنتجاها من شيكاغو إلى إيفانستون ومن ثم العودة، وباستثناءه فلم يستطع سوى متسابق واحد آخر العودة إلى خط البداية، وأغلب المتسابقين قادوا سيارات بنز مصنعة في الغالب في ألمانيا. وبفوز فرانك، تزايد الطلب على سيارة دوريا. وفي 1896 ومن خلال العمل اليدوي في مرأبهم، أنتج الأخوان دوريا ثلاث عشر سيارة، مما جعلهم تاريخيًا أول المنتجين التجاريين للسيارات في الولايات المتحدة الأمريكية.
تركز عمل تشارلز على جذب المستثمرين والعملاء، في حين أن شقيقه كان يعمل على ميكانيكا السيارة. ومع أولى سيارات دوريا المباعة، وقع أحد قائدي السيارة في حادثة صنفت على أنها أول حادثة مرور مسجلة في تاريخ الولايات المتحدة، وذلك عندما صدم هنري ويلز - أحد سكان مدينة نيويورك - شخصًا كان يقود دراجة، وتسببت الحادثة في تعرضه إلى كسر في القدم، وعوقب ويلز بالسجن لليلة واحدة. ومن أبرز من اشتروا سيارة دوريا جامع التحف جورج واشنطن فاندربيلت الثاني.
اختير تشارلز دوريا كعضو في الصالة الفخرية للسيارات في سنة 1973.
توقفت شركة دوريا عن الإنتاج في سنة 1917.
توفى تشارلز دوريا بأزمة قلبية في 28 سبتمبر 1938 في فيلادلفيا ودفن في مقبرة إيفي هيل في ويست أوك لين.

## وصلات خارجية
- تشارلز دوريا على موقع الموسوعة البريطانية (الإنجليزية)
- تشارلز دوريا على موقع الموسوعة البريطانية (الإنجليزية)
- تشارلز دوريا على موقع معرف الشبكات الاجتماعية وسياق الأرشيف (الإنجليزية)
- تشارلز دوريا على موقع فايند أغريف (الإنجليزية)
- تشارلز دوريا على موقع المكتبة الوطنية الفرنسية (الفرنسية)
- تشارلز دوريا على موقع الموسوعة النرويجية الكبرى (الإنجليزية)